# Komin (formacja skalna)

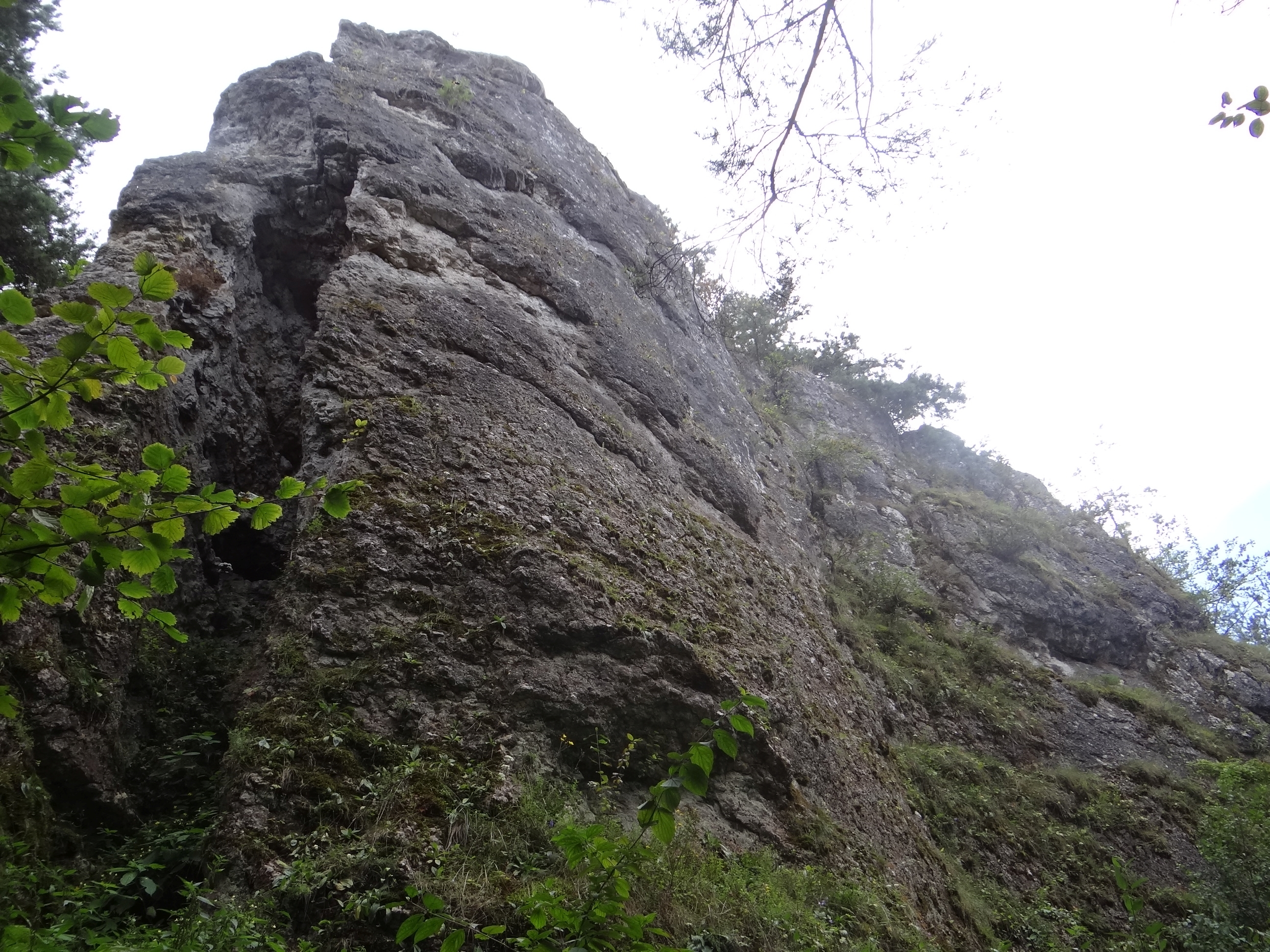
Komin w Dupnicy

Komin – we wspinaczce jest to pionowa formacja skalna posiadająca formę zagłębienia ograniczonego z trzech stron ścianami skalnymi (dwie ściany po bokach i jedna w głębi). Cechą charakterystyczną tej formacji jest szerokość wystarczająca do pomieszczenia wspinacza w jej wnętrzu. Podstawową techniką wspinaczki w kominie jest zapieraczka lub jej odmiana - rozpieraczka.
Formację węższą niż komin nazywa się rysą. Odmianą komina jest studnia krasowa. 
Należy odróżnić pojęcie komin stosowane we wspinaczce skalnej od pojęcia komin używanego w speleologii. Jest to inna formacja skalna występująca w jaskiniach. Dawniej kominami nazywano również pionowe, lub prawie pionowe pustki w jaskiniach charakteryzujące się długością kilkukrotnie większą od szerokości. We współczesnej speleologii noszą one nazwę studni.